# Christine Majerus
Christine Majerus (Luxemburg, 25 februari 1987) is een Luxemburgse voormalig wielrenster, die actief was op de weg en in het veld. 

## Biografie
Majerus kwam uit voor Luxemburg bij de wegwedstrijd tijdens de Olympische Zomerspelen 2012 in Londen. Hier finishte ze als eenentwintigste. Vier jaar later werd ze 18e in de wegrit en 23e in de tijdrit op de Olympische Zomerspelen 2016 in Rio de Janeiro.
Op de Spelen van de Kleine Staten van Europa 2011 in Liechtenstein won Majerus goud in de wegwedstrijd. Twee jaar later in eigen land won ze goud op de weg, in het tijdrijden en op de mountainbike op de Spelen van de Kleine Staten van Europa 2013.
Van 2007-2023 werd Majerus zeventien opeenvolgende jaren nationaal kampioen op de individuele tijdrit (bij de elite vrouwen), in 2023 was de U23-renster Nina Berton wel zes seconden sneller over het 7,1 kilometer tellende parcours. Van 2010-2023 werd ze veertien opeenvolgende jaren nationaal kampioen op de weg. In het veldrijden werd ze van 2010-2020 ook elk jaar Luxemburgs kampioen. In 2013, 2015 en 2016 werd Majerus uitgeroepen tot Luxemburgs Sportpersoon van het Jaar.
In 2016 won Majerus met haar team Boels Dolmans het WK ploegentijdrijden in Qatar.
Majerus dient ook in het Luxemburgse leger, vergelijkbaar met de (inmiddels opgeheven) Defensie Topsport Selectie in Nederland.

## Palmares

### Wegwielrennen

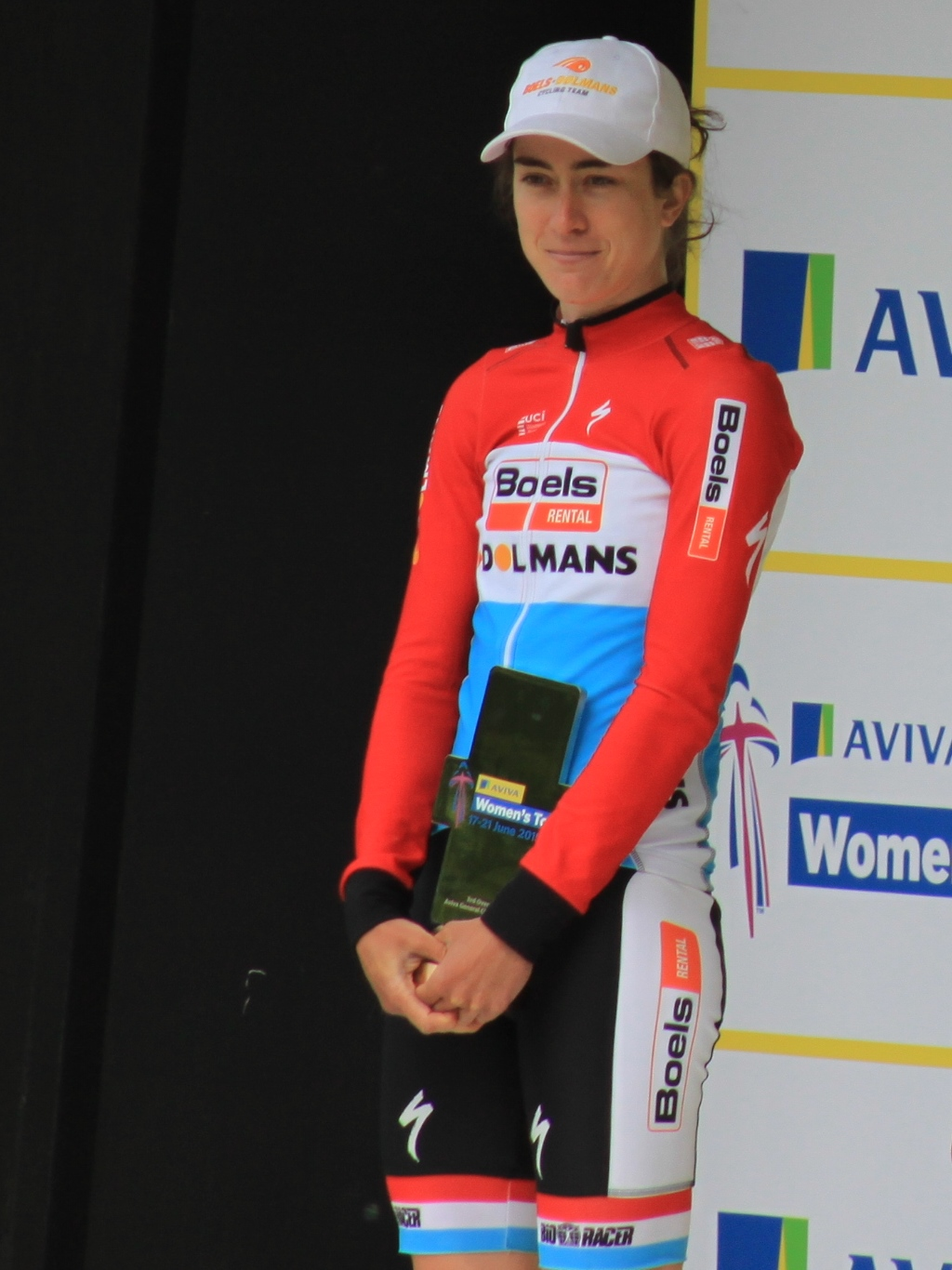
Derde in The Women's Tour 2015

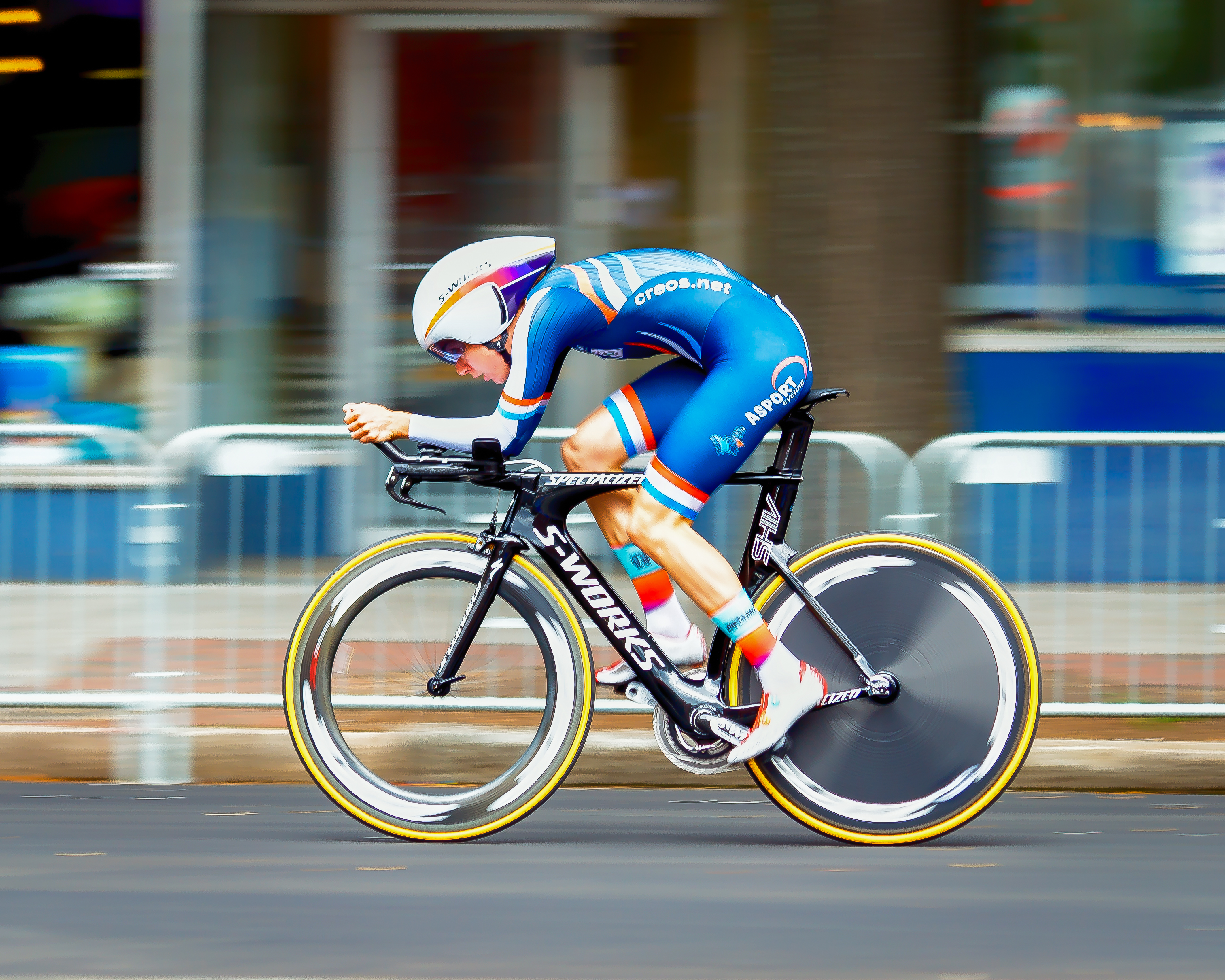
WK tijdrijden 2015 in Richmond

2007
 Luxemburgs kampioene tijdrijden
2008
 Luxemburgs kampioene tijdrijden
2009
 Luxemburgs kampioene tijdrijden
2010
 Luxemburgs kampioene op de weg
 Luxemburgs kampioene tijdrijden
2011
 Luxemburgs kampioene op de weg
 Luxemburgs kampioene tijdrijden
 Spelen van de Kleine Staten van Europa 2011, op de weg
2012
 Luxemburgs kampioene op de weg
 Luxemburgs kampioene tijdrijden
2013
 Luxemburgs kampioene op de weg
 Luxemburgs kampioene tijdrijden
 Spelen van de Kleine Staten van Europa 2013, op de weg
 Spelen van de Kleine Staten van Europa 2013, tijdrijden
 Spelen van de Kleine Staten van Europa 2013, mountainbike
 Bergklassement Ronde van Thüringen
Ronde van Bochum
2014
 Luxemburgs kampioene op de weg
 Luxemburgs kampioene tijdrijden
2015
3e etappe The Women's Tour
 Luxemburgs kampioene op de weg
 Luxemburgs kampioene tijdrijden
 Puntenklassement Ronde van Bretagne
2016
1e etappe Energiewacht Tour (ploegentijdrit)
Dwars door de Westhoek
La Classique Morbihan
1e etappe Aviva Women's Tour
 Luxemburgs kampioene op de weg
 Luxemburgs kampioene tijdrijden
 WK Ploegentijdrit, Qatar
2017
2e etappe Energiewacht Tour (ploegentijdrit)
1e etappe GP Elsy Jacobs
 Eindklassement GP Elsy Jacobs
 Puntenklassement OVO Women's Tour
  Sprintklassement OVO Women's Tour
 Luxemburgs kampioene op de weg
 Luxemburgs kampioene tijdrijden
Open de Suède Vårgårda (ploegentijdrit)
2018
1e etappe GP Elsy Jacobs
 Luxemburgs kampioene op de weg
 Luxemburgs kampioene tijdrijden
2019
  Sprintklassement Ronde van Yorkshire
La Classique Morbihan
 Luxemburgs kampioene tijdrijden
 Luxemburgs kampioene op de weg
 Eindklassement Boels Ladies Tour (WWT)
GP van Isbergues
2020
 Luxemburgs kampioene tijdrijden
 Luxemburgs kampioene op de weg
2021
Omloop van de Westhoek
 Luxemburgs kampioene tijdrijden
 Luxemburgs kampioene op de weg
2022
Drentse Acht van Westerveld
 Luxemburgs kampioene tijdrijden
 Luxemburgs kampioene op de weg
2023
 Luxemburgs kampioene tijdrijden
 Luxemburgs kampioene op de weg
2024
 Luxemburgs kampioene tijdrijden

#### Uitslagen in voornaamste wedstrijden
| Jaar | Gent-Wevelgem | Ronde van Vlaanderen | Parijs-Roubaix | Luik-Bast.‑Luik | Waalse Pijl | Strade Bianche | Le Samyn |  | WK op de weg |
| ---- | ------------- | -------------------- | -------------- | --------------- | ----------- | -------------- | -------- |  | ------------ |
| 2007 |               |                      |                |                 |             |                |          |  | opgave       |
| 2008 |               |                      |                |                 |             |                |          |  | opgave       |
| 2010 |               |                      |                |                 | 37e         |                |          |  | 58e          |
| 2011 |               | 18e                  |                |                 |             |                |          |  |              |
| 2012 |               | 8e                   |                |                 | 25e         |                | 8e       |  |              |
| 2013 |               | 11e                  |                |                 | 32e         |                |          |  | opgave       |
| 2014 |               | 38e                  |                |                 | 50e         |                | opgave   |  | 31e          |
| 2015 |               | 30e                  |                |                 | 92e         | 11e            |          |  | 15e          |
| 2016 | 21e           | 50e                  |                |                 |             | 18e            | 7e       |  | 15e          |
| 2017 | 21e           | 36e                  |                | 66e             |             | 28e            | 16e      |  | 6e           |
| 2018 | 26e           | 26e                  |                |                 |             | 38e            |          |  |              |
| 2019 | 48e           |                      |                |                 |             | buit.tijd      |          |  | 11e          |
| 2020 | 12e           | 67e                  |                | 37e             | 45e         | buit.tijd      | ↑        |  | 62e          |
| 2021 | 24e           | 62e                  | 11e            |                 |             |                | 23e      |  | 33e          |
| 2022 | 35e           | 15e                  |                |                 |             |                |          |  |              |
| 2023 | 12e           | 19e                  | 57e            | 90e             |             |                |          |  | opgave       |
| 2024 | 25e           | 40e                  | 85e            |                 |             |                |          |  | 44e          |

### Veldrijden

#### Resultatentabel elite
| Seizoen   |     | WK  | EK   | LK  |     | Klassementen | Klassementen | Klassementen | Klassementen | Klassementen |       | UCI- ranking |    | Podia | Podia | Podia | Aantal crossen |
| Seizoen   | WB  | WK  | EK   | LK  | SP  | Trofee       | EKZ          | Coupe        | Goud         | Zilver       | Brons | UCI- ranking |    |       |       |       | Aantal crossen |
| --------- | --- | --- | ---- | --- | --- | ------------ | ------------ | ------------ | ------------ | ------------ | ----- | ------------ | -- | ----- | ----- | ----- | -------------- |
| 2006-2007 |     | –   | –    | ↑   |     |              |              |              |              |              |       | –            |    | –     | –     | 1     | 1              |
| 2007-2008 | –   | –   | ↑    | –   | –   | –            | –            | 1            | 1            |              |       |              |    |       |       |       |                |
| 2008-2009 | –   | –   | –    | ↑   | –   | 91e          | –            | 1            | –            | 1            |       |              |    |       |       |       |                |
| 2009-2010 | –   | –   | ↑    | –   | –   | 65e          | 1            | –            | –            | 1            |       |              |    |       |       |       |                |
| 2010-2011 | 21e | –   | ↑    | 48e | –   | 43e          | 1            | –            | –            | 5            |       |              |    |       |       |       |                |
| 2011-2012 | 14e | –   | ↑    | 26e | –   | –            | 28e          | 1            | –            | –            | 7     |              |    |       |       |       |                |
| 2012-2013 | –   | –   | ↑    | –   | –   | –            | 83e          | 1            | –            | –            | 1     |              |    |       |       |       |                |
| 2013-2014 | 14e | –   | ↑    | 18e | 25e | –            | 23e          | 1            | –            | –            | 8     |              |    |       |       |       |                |
| 2014-2015 | 9e  | –   | ↑    | 17e | –   | –            | –            | 19e          | 1            | 1            | –     | 10           |    |       |       |       |                |
| 2015-2016 | 9e  | –   | ↑    | 18e | 11e | –            | –            | –            | 19e          | 1            | 2     | 1            | 15 |       |       |       |                |
| 2016-2017 | 7e  | 13e | ↑    | 17e | 11e | 38e          | 11e          | –            | 10e          | 5            | 2     | 2            | 20 |       |       |       |                |
| 2017-2018 | 4e  | –   | ↑    | 18e | 23e | –            | 32e          | 12e          | 11e          | 4            | 3     | 1            | 16 |       |       |       |                |
| 2018-2019 | 13e | 16e | ↑    | 32e | 17e | 40e          | 7e           | –            | 25e          | 3            | 2     | 2            | 19 |       |       |       |                |
| 2019-2020 | 15e | –   | ↑    | 30e | –   | 30e          | ↑            | –            | 24e          | 4            | 1     | –            | 15 |       |       |       |                |
| 2020-2021 | 10e | –   | Afg. | 19e | 21e | 43e          | 9e           | –            | 10e          | 1            | –     | –            | 10 |       |       |       |                |
| 2021-2022 | –   | –   | –    | –   | –   | –            |              | –            | -            | -            | –     | –            | -  |       |       |       |                |
| 2022-2023 | –   | –   | –    | –   | –   | –            |              | –            | -            | -            | –     | –            | -  |       |       |       |                |
| 2023-2024 | –   | –   | –    | –   | 27e | –            |              | –            | -            | -            | –     | –            | -  |       |       |       |                |
| Totaal    |     | –   | –    | 11  |     | –            | –            | –            | 1            | –            |       | –            |    | 24    | 12    | 8     | 130            |

#### Podiumplaatsen elite

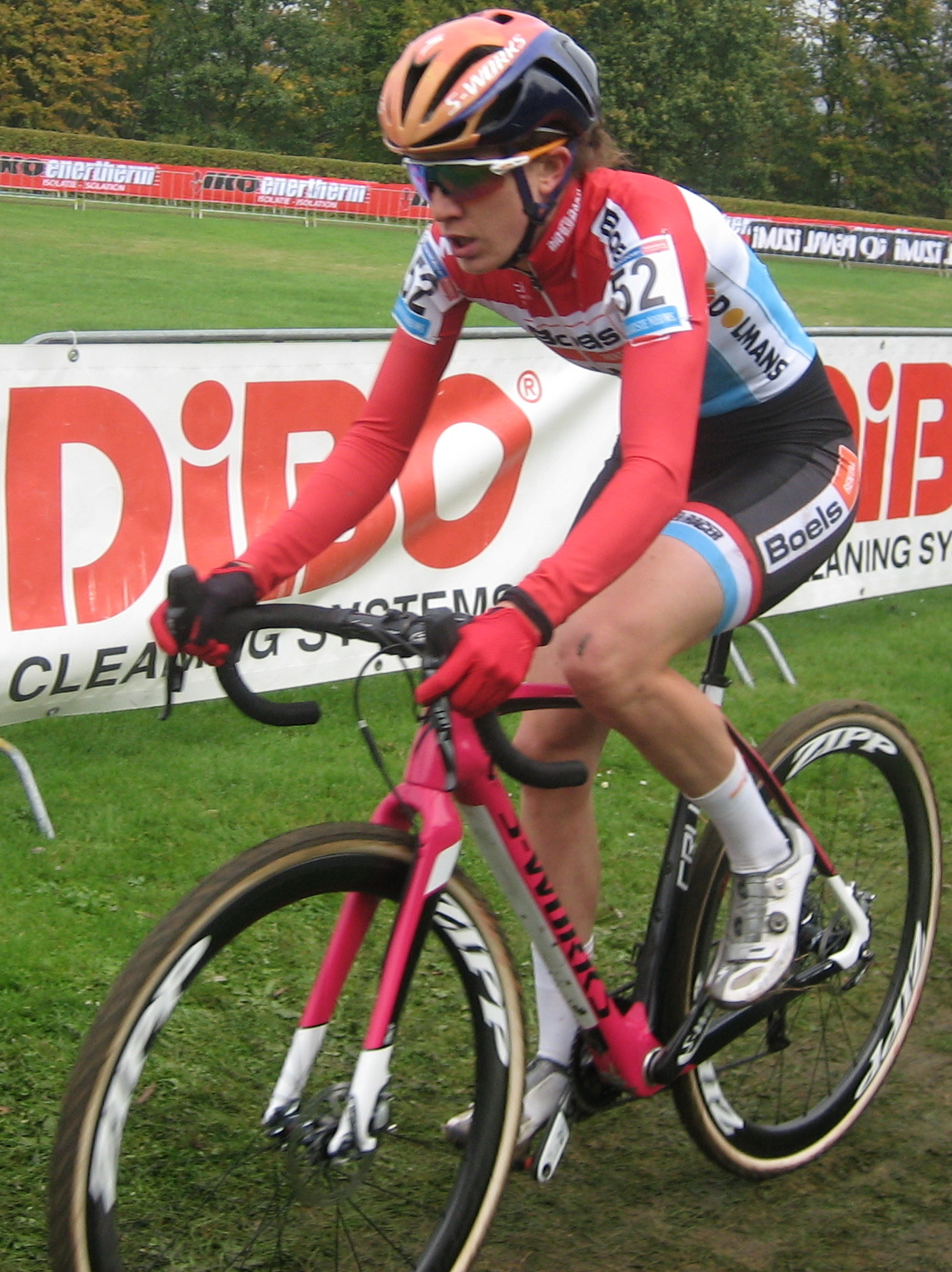
Tijdens de Caubergcross in 2016

| Legenda                       |
| ----------------------------- |
| Wereldkampioenschappen        |
| Continentale kampioenschappen |
| Nationale kampioenschappen    |
| Wereldbeker                   |
| Superprestige                 |
| Trofee                        |
| Overige veldritten            |

| Nr.           | Seizoen       | Datum             | Veldrit                                     | Cat.          | Wedstrijdserie                     |       |
| Overwinningen | Overwinningen | Overwinningen     | Overwinningen                               | Overwinningen | Overwinningen                      |       |
| ------------- | ------------- | ----------------- | ------------------------------------------- | ------------- | ---------------------------------- | ----- |
| 1.            | 2009-2010     | 10 januari 2010   | Luxemburgs kampioenschap, Hesperange        | CN            | Luxemburgse kampioenschappen (#1)  |       |
| 2.            | 2010-2011     | 9 januari 2011    | Luxemburgs kampioenschap, Préizerdaul       | CN            | Luxemburgse kampioenschappen (#2)  |       |
| 3.            | 2011-2012     | 8 januari 2012    | Luxemburgs kampioenschap, Kayl              | CN            | Luxemburgse kampioenschappen (#3)  |       |
| 4.            | 2012-2013     | 13 januari 2013   | Luxemburgs kampioenschap, Belvaux           | CN            | Luxemburgse kampioenschappen (#4)  |       |
| 5.            | 2013-2014     | 12 januari 2014   | Luxemburgs kampioenschap, Cessange          | CN            | Luxemburgse kampioenschappen (#5)  |       |
| 6.            | 2014-2015     | 11 januari 2015   | Luxemburgs kampioenschap, Brouch            | CN            | Luxemburgse kampioenschappen (#6)  |       |
| 7.            | 2015-2016     | 10 januari 2016   | Luxemburgs kampioenschap, Hesperange        | CN            | Luxemburgse kampioenschappen (#7)  |       |
| 8.            | 2016-2017     | 1 januari 2017    | Grand Prix Hotel Threeland, Pétange (#1)    | C2            | Overige (#1)                       |       |
| 9.            | 2016-2017     | 2 januari 2017    | EKZ CrossTour Meilen, Meilen (#1)           | C1            | EKZ CrossTour (#1)                 |       |
| 10.           | 2016-2017     | 8 januari 2017    | Luxemburgs kampioenschap, Schengen          | CN            | Luxemburgse kampioenschappen (#8)  |       |
| 11.           | 2016-2017     | 9 januari 2017    | Cyclocross Otegem, Otegem                   | C2            | Overige (#2)                       |       |
| 12.           | 2016-2017     | 15 januari 2017   | Grand Prix Möbel Alvisse, Leudelange        | C2            | Overige (#3)                       |       |
| 13.           | 2017-2018     | 3 december 2017   | Coupe de France Jablines, Jablines          | C1            | Coupe de France (#1)               |       |
| 14.           | 2017-2018     | 30 december 2017  | Coupe de France Flamanville, Flamanville    | C1            | Coupe de France (#2)               |       |
| 15.           | 2017-2018     | 1 januari 2018    | Grand Prix G.I.L. Immobilière, Pétange (#2) | C2            | Overige (#4)                       |       |
| 16.           | 2017-2018     | 13 januari 2018   | Luxemburgs kampioenschap, Kayl              | CN            | Luxemburgse kampioenschappen (#9)  |       |
| 17.           | 2018-2019     | 1 januari 2019    | Grand Prix Garage Collé, Pétange (#3)       | C2            | Overige (#5)                       |       |
| 18.           | 2018-2019     | 6 januari 2019    | Cyclo-cross La Meziere, La Mézière          | C1            | Overige (#6)                       |       |
| 19.           | 2018-2019     | 13 januari 2019   | Luxemburgs kampioenschap, Brouch            | CN            | Luxemburgse kampioenschappen (#10) |       |
| 20.           | 2019-2020     | 17 november 2019  | EKZ CrossTour Hittnau, Hittnau (#1)         | C1            | EKZ CrossTour (#2)                 |       |
| 21.           | 2019-2020     | 2 januari 2020    | EKZ CrossTour Meilen, Meilen (#2)           | C1            | EKZ CrossTour (#3)                 |       |
| 22.           | 2019-2020     | 11 januari 2020   | Luxemburgs kampioenschap, Dippach           | CN            | Luxemburgse kampioenschappen (#11) |       |
| 23.           | 2019-2020     | 25 januari 2020   | Kasteelcross, Zonnebeke                     | C2            | Overige (#7)                       |       |
| 24.           | 2020-2021     | 2 januari 2021    | EKZ CrossTour Hittnau, Hittnau (#2)         | C1            | EKZ CrossTour (#4)                 |       |
| 25.           | 2023-2024     | 1 januari 2024    | Grand Prix Garage Collé Pétange, Pétange    | C2            | Overige (#8)                       | [ 5 ] |
| 2e plaatsen   |               |                   |                                             |               |                                    |       |
| 1.            | 2008-2009     | 11 januari 2009   | Luxemburgs kampioenschap, Dippach           | CN            | Luxemburgse kampioenschappen (#1)  |       |
| 2.            | 2014-2015     | 30 november 2014  | Cyclocross Milton Keynes, Milton Keynes     | C2            | National Trophy Series             |       |
| 3.            | 2015-2016     | 1 januari 2016    | Grand Prix Hotel Threeland, Pétange         | C2            | Overige (#1)                       |       |
| 4.            | 2015-2016     | 11 januari 2016   | Cyclocross Otegem, Otegem (#1)              | C2            | Overige (#2)                       |       |
| 5.            | 2016-2017     | 18 september 2016 | EKZ CrossTour Baden, Baden                  | C1            | EKZ CrossTour (#1)                 |       |
| 6.            | 2016-2017     | 21 januari 2017   | Kasteelcross, Zonnebeke                     | C2            | Overige (#3)                       |       |
| 7.            | 2017-2018     | 29 oktober 2017   | Grand-Prix de la Commune, Contern           | C2            | Overige (#4)                       |       |
| 8.            | 2017-2018     | 2 januari 2018    | EKZ CrossTour Meilen, Meilen                | C1            | EKZ CrossTour (#2)                 |       |
| 9.            | 2017-2018     | 15 januari 2018   | Cyclocross Otegem, Otegem (#2)              | C2            | Overige (#5)                       |       |
| 10.           | 2018-2019     | 9 december 2018   | EKZ CrossTour Eschenbach, Eschenbach        | C1            | EKZ CrossTour (#3)                 |       |
| 11.           | 2018-2019     | 2 januari 2019    | EKZ CrossTour Meilen, Meilen                | C1            | EKZ CrossTour (#4)                 |       |
| 12.           | 2019-2020     | 4 januari 2020    | Troyes Cyclocross International, Troyes     | C2            | Overige (#6)                       |       |
| 13.           | 2023-2024     | 13 januari 2024   | Luxemburgs kampioenschap, Hesperange        | CN            | Luxemburgse kampioenschappen (#2)  | [ 6 ] |
| 3e plaatsen   |               |                   |                                             |               |                                    |       |
| 1.            | 2006-2007     | 7 januari 2007    | Luxemburgs kampioenschap, Leudelange        | CN            | Luxemburgse kampioenschappen (#1)  |       |
| 2.            | 2007-2008     | 6 januari 2008    | Luxemburgs kampioenschap, Contern           | CN            | Luxemburgse kampioenschappen (#2)  |       |
| 3.            | 2015-2016     | 5 december 2015   | GGEW Grand Prix, Bensheim                   | C2            | Overige (#1)                       |       |
| 4.            | 2016-2017     | 13 november 2016  | Cyclocross Asper-Gavere, Gavere             | C1            | Superprestige (#1)                 |       |
| 5.            | 2016-2017     | 3 december 2016   | GP Région Wallonne, Spa-Francorchamps       | C1            | Superprestige (#2)                 |       |
| 6.            | 2017-2018     | 27 januari 2018   | Internationale Cyclocross Rucphen, Rucphen  | C2            | Overige (#2)                       |       |
| 7.            | 2018-2019     | 18 november 2018  | EKZ CrossTour Hittnau, Hittnau              | C1            | EKZ CrossTour                      |       |
| 8.            | 2018-2019     | 26 januari 2018   | Kasteelcross, Zonnebeke                     | C2            | Overige (#3)                       |       |

## Ploegen
- 2008 –  Esgl 93-Gsd Gestion
- 2009 –  Esgl 93-Gsd Gestion
- 2010 –  Esgl 93-Gsd Gestion
- 2011 –  Team GSD Gestion
- 2012 –  Team GSD Gestion
- 2013 –  Sengers Ladies Cycling Team
- 2014 –  Boels Dolmans
- 2015 –  Boels Dolmans
- 2016 –  Boels Dolmans
- 2017 –  Boels Dolmans
- 2018 –  Boels Dolmans
- 2019 –  Boels Dolmans
- 2020 –  Boels Dolmans
- 2021 –  Team SD Worx
- 2022 –  Team SD Worx
- 2023 –  Team SD Worx
- 2024 –  Team SD Worx

Armitstead · Daams · De Jong · Ensing · Guarnier · Kasper · Kessler · Majerus · Pawłowska · Trott · Van Dijk · Van Paassen · Van Wanroij · Zijlaard
Armitstead · Blaak · De Jong · Dideriksen · Guarnier · Kasper · Majerus · Pawłowska · Stevens · Van Dijk · Van Paassen
Armitstead · Blaak · Canuel · De Jong · Dideriksen · Guarnier · Harris · Kasper · Majerus · Pawłowska · Stevens · Van Dijk
Blaak · Brammeier · Canuel · Deignan · Dideriksen · Guarnier · Majerus · Pawłowska · Pieters · Van den Bos · Van der Breggen
Blaak · Canuel · Deignan · Dideriksen · Guarnier · Majerus · Pieters · Plichta · Schneider · Van den Bos · Van der Breggen
Blaak · Buurman · Canuel · D'Hoore · Dideriksen · Hall · Langvad · Majerus · Pieters · Schneider · Van den Bos · Van der Breggen
Blaak · Buurman · Canuel · D'Hoore · Dideriksen · Hall · Majerus · Pieters · Schneider · Uneken · Van den Bos · Van der Breggen
Blaak · Canuel · Cecchini · D'Hoore · Fisher-Black · Fournier · Majerus · Moolman-Pasio · Nosková · Pieters · Shackley · Uneken · Van der Breggen · Vollering
Blaak · Cecchini · Fisher-Black · Fournier · Frei(vanaf 8/8) · Kopecky · Majerus · Moolman-Pasio · Pieters · Reusser · Shackley · Uneken · Vas · Vollering
Bredewold · van den Broek-Blaak (zwangerschapsverlof) · Cecchini · Fisher-Black · Frei · Guarischi · Kopecky · Majerus · Markus · Reusser · Schreiber (vanaf 1/3) · Shackley · Uneken · Vas · Vollering · Wiebes
Bredewold  · van den Broek-Blaak · Cecchini · Fisher-Black · Gerritse · Guarischi · Kopecky  · Majerus · Markus · Reusser   · Schreiber · Shackley (tot 16/4) · Uneken · Vas  U23 · Vollering · Wiebes
- International Standard Name Identifier: 0000 0001 0929 6408
- Virtual International Authority File: 102379518